# Walentin Afonin
Walentin Iwanowicz Afonin (ros. Валентин Иванович Афонин, ur. 22 grudnia 1939 we Włodzimierzu nad Klaźmą, zm. 1 kwietnia 2021) – rosyjski piłkarz, reprezentant Związku Radzieckiego, trener piłkarski.

## Kariera sportowa
Grał jako obrońca. Przez wiele lat reprezentował barwy zespołu SKA Rostów nad Donem, ale tytuł mistrza ZSRR udało mu się zdobyć podczas trzyletniego pobytu w stołecznym CSKA Moskwa w 1970. W reprezentacji ZSRR zadebiutował 4 września 1965 w meczu z Jugosławią. Karierę reprezentacyjną kończył również spotkaniem z Jugosławią 28 października 1970. Rozegrał 42 spotkania w radzieckiej kadrze. Uczestniczył w dwóch turniejach mistrzostw świata: w 1966 (4. miejsce) i 1970. Brał udział w mistrzostwach Europy w 1968 (4. miejsce). Pracował również jako grający asystent trenera w SKA Rostów nad Donem (w 1972) i pierwszy trener SKA Chabarowsk (w 1983).